# Karl Robert Nesselrode
Karl Robert Nesselrode (ros. Карл Васильевич Нессельроде; ur. 13 grudnia 1780 w Lizbonie, zm. 11 marca?/23 marca 1862 w Petersburgu) – rosyjski dyplomata niemieckiego pochodzenia, jeden z liderów Świętego Przymierza, minister spraw zagranicznych cesarstwa rosyjskiego w latach 1816-1856.
Był synem hrabiego Marii Juliusza Wilhelma Franciszka (1724-1810), rosyjskiego tajnego radcy i szambelana i Luizy z baronów von Gontard (zm. 1785). Żonaty był z Rosjanką Marią z hr. Gurjew (zm. 1849), i miał z nią dwie córki i dwóch synów, z których Dymitr (ur. 1816) prowadził dalej rosyjską linię Nesselrodów.
W 1818 odznaczony Orderem Orła Białego. Odznaczony austriackim orderem Złotego Runa (1819), pruskim Orderem Czarnego Orła (1851 z brylantami) i w 1815 sabaudzkim Orderem Najwyższego Świętego Zwiastowania nadanym przez Wiktora Emanuela I króla Sardynii.